# Филонов, Алексей Юрьевич

## Спортивная карьера
Рекордсмен Европы 1980 года в эстафете 4×200 м вольным стилем.
Рекордсмен Европы 1982 года в эстафете 4×100 м вольным стилем.
Обладатель двух серебряных медалей чемпионата мира 1982 года в эстафетном плавании вольным стилем 4×100 м и 4×200 м. Участник двух Универсиад. Серебряный призёр в составе команды в эстафете 4×100 м вольным стилем Универсиады 1981 года в Бухаресте, победитель и серебряный призёр Универсиады 1983 года в Эдмонтоне (Канада) на дистанциях 4×200 м вольным стилем и 200 м вольным стилем соответственно.

## Выступления в категории «Мастерс»
В категории «Мастерс» становился чемпионом мира (2004, 2012 гг.) на дистанции 100 м баттерфляем, рекордсменом и двадцатикратным чемпионом Европы (2003, 2005, 2007, 2011 и 2013 гг.). Двукратный чемпион СССР 1991 г., трёхкратный победитель соревнований «Кубок СССР» 1990—1991 гг., 34-кратный чемпион и 78-кратный рекордсмен России (1998—2016 гг.) на индивидуальных дистанциях.

## Учёба, работа
1978—1984 — учёба в Государственном Центральном ордена Ленина институте физической культуры (ГЦОЛИФК)
1984—1986 — служба в рядах Советской Армии
1987—1989 — учёба в Высшей Школе Тренеров ГЦОЛИФК
1990—1993 — учёба в аспирантуре ГЦОЛИФК
1993—2007 — работа на руководящих должностях в коммерческих структурах
2004—2007 — учёба в Российской академии государственной службы при Президенте РФ (РАГС)
2007 — по наст. вр. — работа в системе ПАО «Газпром»
В 2011-15 годах — Президент Федерации плавания Москвы
С ноября 2016 — по ноябрь 2024 — Вице-президент Всероссийской федерации плавания.